# Mareco (Portugal)
Mareco ist ein Ort und eine ehemalige Gemeinde (Freguesia) im portugiesischen Kreis Penalva do Castelo. Die Gemeinde hatte 106 Einwohner (Stand 30. Juni 2011).
Am 29. September 2013 wurden die Gemeinden Mareco und Vila Cova do Covelo zur neuen Gemeinde União das Freguesias de Vila Cova do Covelo e Mareco zusammengeschlossen.